# Stamate, Suceava

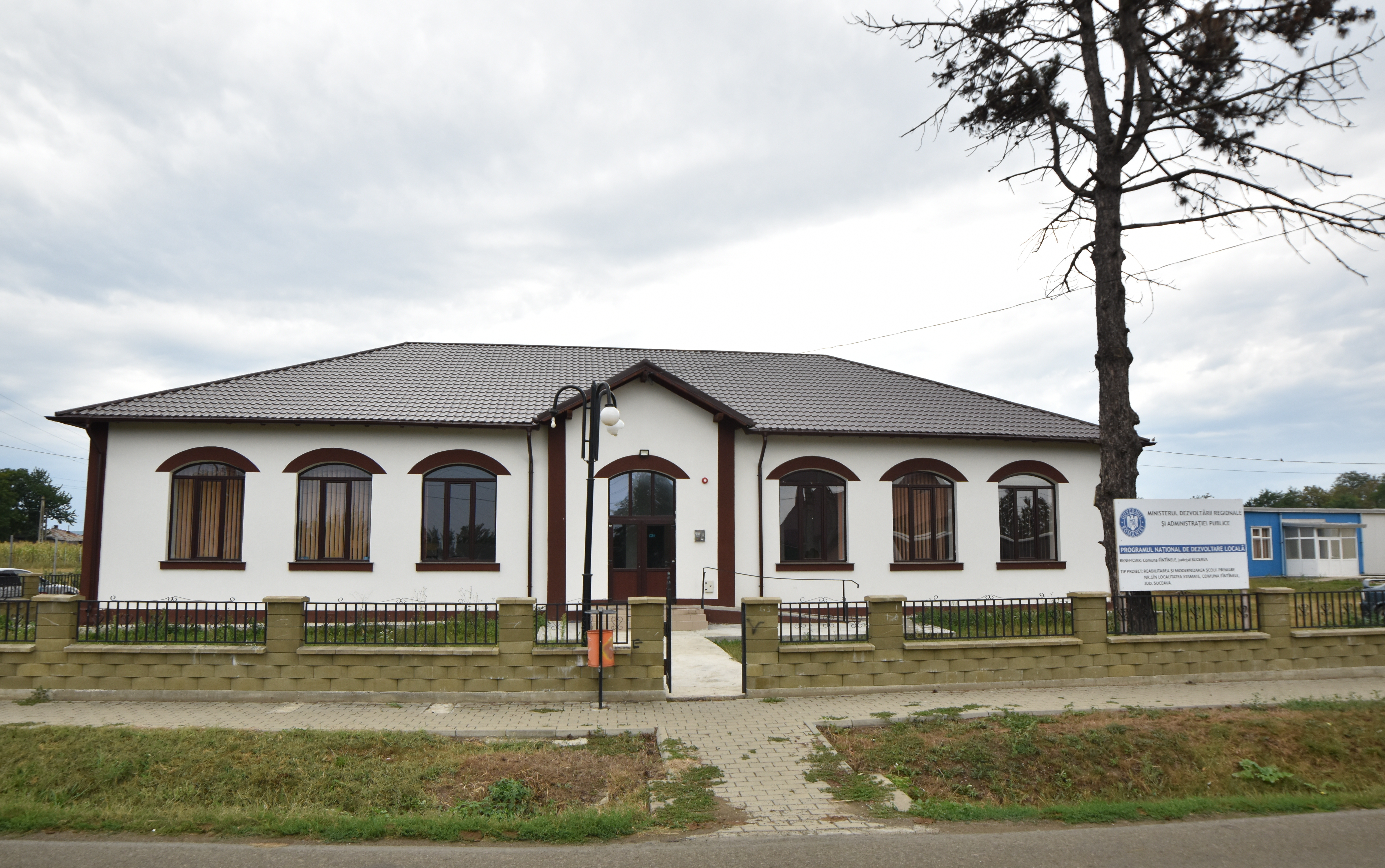
Școala Nr 1 Stamate

Stamate este un sat în comuna Fântânele din județul Suceava, Moldova, România.

## Istoric
Din arhivele comunei, există o monografie bazată pe date reale, cât și pe prezumții, ipoteze culese de la bătrânii satului. Această descriere nu precizează data exactă a înființării acestui sat, în schimb aduce date bogate din sec. al XVII-lea, păna în 15 noiembrie 1941, dată când a fost redactată monografia satului Stamate. 
Este o strânsă legătură ca început de formare între satul Bănești și satul Stamate, care se despart printr-o uliță. Un trecut istoric îndepărtat și o persoană ce-a existat în sec. al XVII-lea cu legături strânse printre locuitorii acelui timp ce i-a veșnicit numele. Este vechiul proprietar-boier Ștefan Stamate, din vremea domniei lui Antioh Cantemir. În aceea vreme satul Stamate se întindea de pe culmea dealului  numit Valea Lacului de la casa lui "Iordăchel", unde în anii 1941 mai exista o piatră de hotar și pâna la culmea dealului ce coboară la iazul dinspre satul Fântânele, azi Bănești până la (casa lui Serban).
De la acest boier a rămas și Biserica de lemn din Bănești construită în încheieturi, fără cuie. La un moment dat acest boier a împărțit moșia în doua părți, oprindu-și partea dinspre nord care se mărginea cu domeniul Bălușeniilor (vechea denumire a satului Stamate - Bălușeni). Boieri puternici pretendenți la domnie, ce locuiau în Dumbrăveni i-au dat numele moșiei și satului de Stamate dinspre Bălușeni și prescurtat s-a numit Bălușeni-Stamate, cealaltă a vândut-o și s-a numit Stamate - Bănești, apoi Bănești. 
Biserica de lemn din Bănești s-a păstrat intactă, iar cumpărătorul moșiei din vestita familie Cănănău a ridicat-o fără s-o desfacă și i-a așezat o temelie de piatră acoperind-o cu draniță. 

## Biserica
Mai târziu satul Stamate dinspre domeniul Bălușenilor s-a extins și dincolo de Valea Lacului, unde de același boier s-a construit o bisericuță de lemn, un teren foarte bine ales ca vedere generală, construindu-se în aproape și o casă de locuit. După schimbarea proprietarului moșiei, noul proprietar fiind Costachi Miclescu, săteni în frunte cu preotul  Simion Simionescu au făcut cărămidă și temelie din piatră grea, au ridicat în cumpene câte o porțiune din haizașul bisericii clădind pereții din cărămidă și au acoperit-o cu șindrilă. Acestă bisericuță era fără pod și fără pictură: icoanele fiind în alb. 
Costachi Miclescu fiind rudă cu mitropolitul Calinic Miclescu, a adus pe vestitul  pictor al acelui timp,numit Strejescu, care a pictat catapeteasma. Tot acest boier a făcut și cinci clopote cumpărând și cărțile de ritual. 
Moșia a fost vândută  lui Iordache Ciolac, ginerele lui Bezedea Morruzzi. I. Ciolac a vândut moșia familiei Ghika din Dumbrăveni care a vândut-o frațiilor Samoil și Moise Casstiner care la rândul său a vândut-o lui Bogdan Ciomac. Ca slujitorii ai bisericii aici au fost: preot Simion Simionescu,urmat de Ioan Simionescu iar de la anul 1911 a venit aici preot Gh. Castiniu. Preot ce a reparat biserica în doua rânduri în anul 1923 și anul 1938, cu sprijinul localniciilor. Tot acest preot a construit și o casă parohială, cheltuind personal bani și muncă.

## Școala
Alexandru Ioan Cuza a contribuit tot mai mult la dezvoltarea învățămîntului acelui timp prin elaborarea legii școlare cu obligația școlară. În acest sat, școala primară a luat ființă în anul 1866 așa rezulta din Arhivele Statului din județul Botoșani,date concrete avem din anul 1883,aici nu era o clădire proprie, ci se ține-au cursurile prin case mici, închiriate. Timp de 10 ani până în 1893 nu s-au găsit în arhiva școlii registre care să ateste cine și în ce mod au învătat elevii. De la 1893 s-au găsit registre :condică de prezență, matricolă școlară, cataloage și registre de corespondența. Învățătorul Vasile Grigoriu a educat copii satelor Stamate și Bănești, fapt ce duce la ideea că ambele sate au luat ființă prin aceeasi perioadă la moșia aceluiași boier.
Notările din aceea perioada relevă faptul că elevii ce urmau cursurile primare, erau mai mult băieți,a cărui părinți aveau situații materiale bune. Din anul 1903 pană în anul 1906 aici a fost director Savel Manoliu - tânăr, entuziasmat cu convingere a contribuit la ridicarea nivelului culturii aici cât și în satele mai mari, exemplu: Dumbrăveni, Siminicea, Corni, director ce a pus devotament în educarea elevilor acelor vremi. Este transferat în satul Dolhești locul său fiind luat de Titus Scriban, director până în anul 1923.
În această perioadă Casa Școalelor a construit numeroase școli, Titus Scriban își aduce aportul în construirea unei școli impozante, vrednică pentru cel mai mare sat din comună. Se spune că ar fi fost bun prieten cu prefectul județului (satul aparținea de județul Botoșani)  din anul 1910 pe nume Mavrocordat, care l-a ajutat răspuzând la dorința directorului, căci a dispus a se clădi școala pe grădina donată de preotul Simionescu în satul Stamate, cladire impunătoare, așezată într-o poziție admirabilă de unde-ți puteai  roti ochii peste intreg satul. De menționat că și prefectul era mulțumit de serviciile aduse de către tatăl învățătorului, la buna organizare a progresului satului, fiind administratorul moșiilor sale.
Clădirea școlii a fost construită din pământul grădinei, iar ca arhitect a fost Gh. Vasiliu, foarte cunoscut la aceea vreme datorită măiestriei sale, având la activul său clădirea școlilor din Tudora, Siminicea, Burdujeni sat, precum și Bucecea. Un mare binefăcător, acest arhitect avea una din cele mai frumoase gospodării în satul Siliștea, se spune că mulțumirea acestuia era să-și viziteze construcțiile.
Școala are lungimea de 24 m cu două săli foarte spațioase, o sală având lungimea de 11 m iar lățimea de 7 m. În anul 1923 T. Scriban iese la pensie, se retrage la Botoșani in una din casele proprii,spre odihnă.Locul său este luat de Gh. Costineanu care o administrează până în anul 1927. Din anul 1927 locul este luat de către Gh. Bercea,transferat de la școala din Văratec, odată cu retragerea din învățământ a d-lui Gh. Costiniuc. De la această școală elevi au ocupat funcții de :ofițeri, profesori învățători,impegați,șefi de gară. 
Din anul 1922 elevii din satul Bănești nu mai urmează cursurile în alt sat având propria școală. 

## Căminul cultural
A avut o activitate rodnică în perioada războiului,aici s-a format Crucea Roșie cu scopul de-a ajuta răniții și soldații ce treceau prin gara Verești, precum și pentru strângerea de ajutoare pentru răniții din Botoșani. S-a format aici și un "ajutor mutual" cu scopul de ajutor reciproc.

## În perioada comunistă
Odată cu apariția colectivizări și locuitori acestui sat au fost supuși regimului comunist, li s-au luat pământurile, iar unora și animalele, fiind determinați să munceasca în colective numite prescurtat C.A.P.

## În prezent
Locuitorii acestui sat își desfășoară activitatea în diferite structuri ale micilor și marilor întreprinzători, precum și cu creștera animalelor și agricultură, fiind cunoscuți în zonă și nu numai, pentru producția și comercializarea de cartof, varză,  morcov, ceapă și altele.

## Vecini
| Verești                          | satul Corocăiești |                            |
| Râul Suceava și satul Cotu Dobei |                   | Râul Siret și comuna Corni |
|                                  | satul Bănești     |                            |

## Fotogalerie

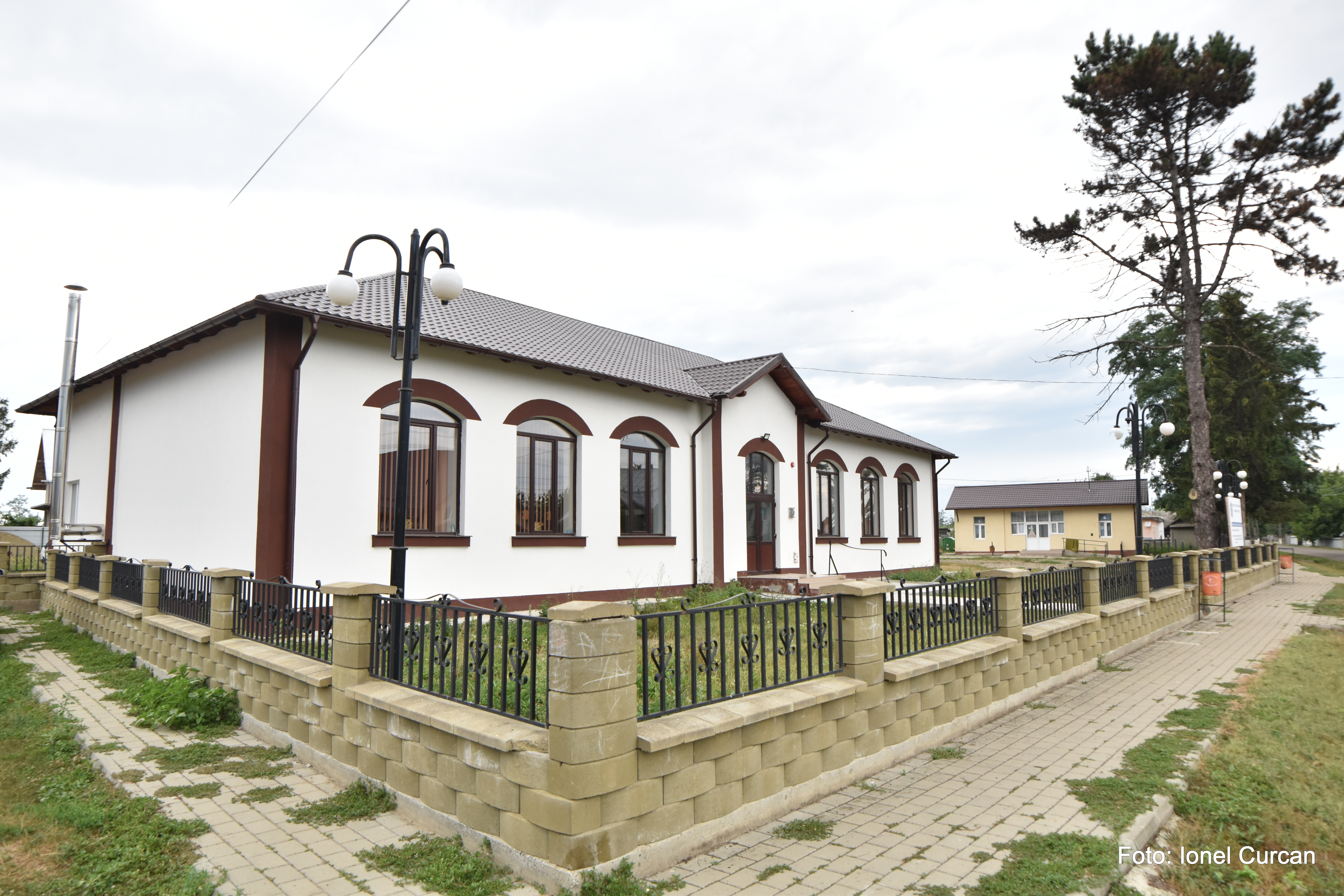
Școala Nr 1 Stamate
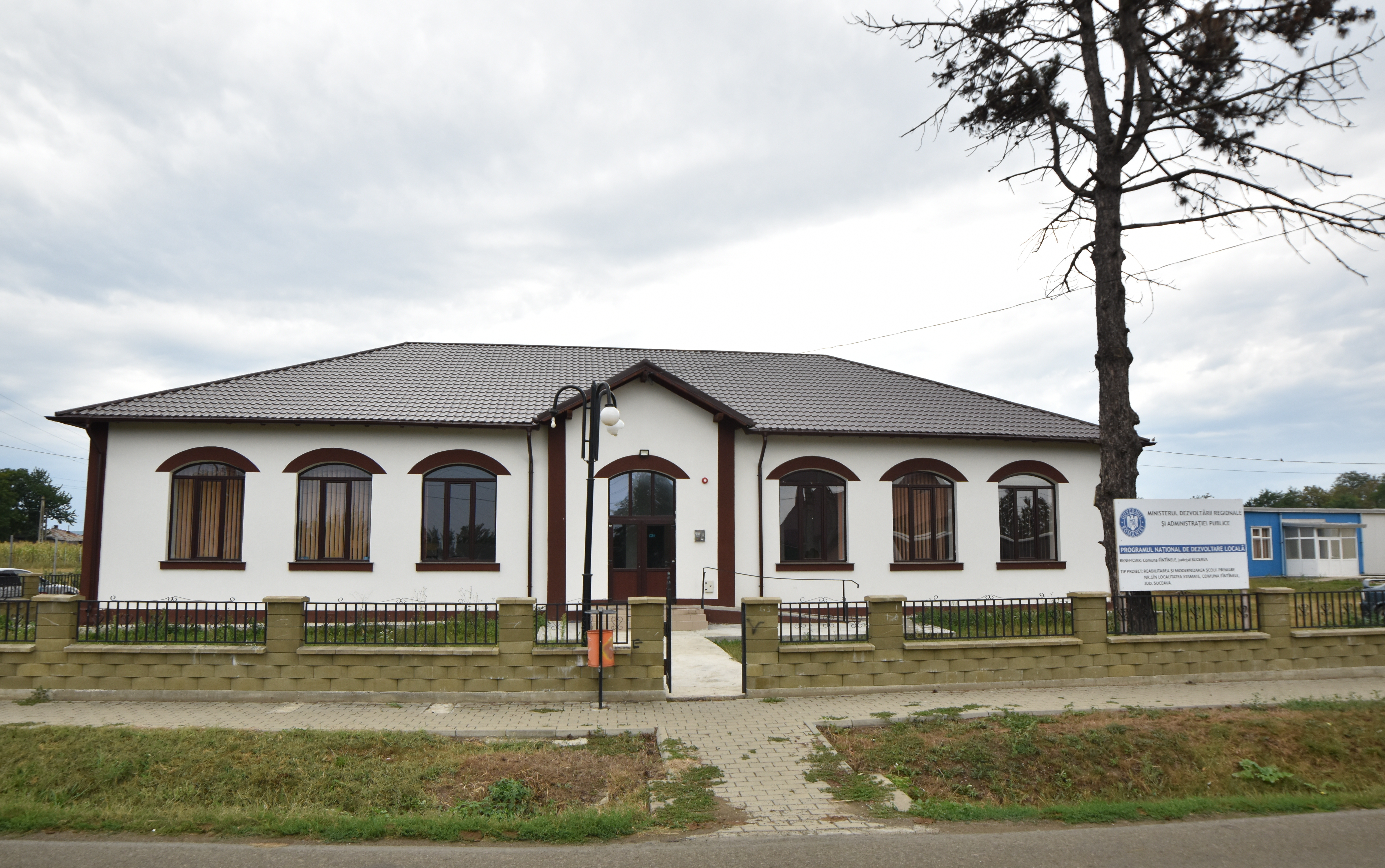
Școala Nr 1 Stamate
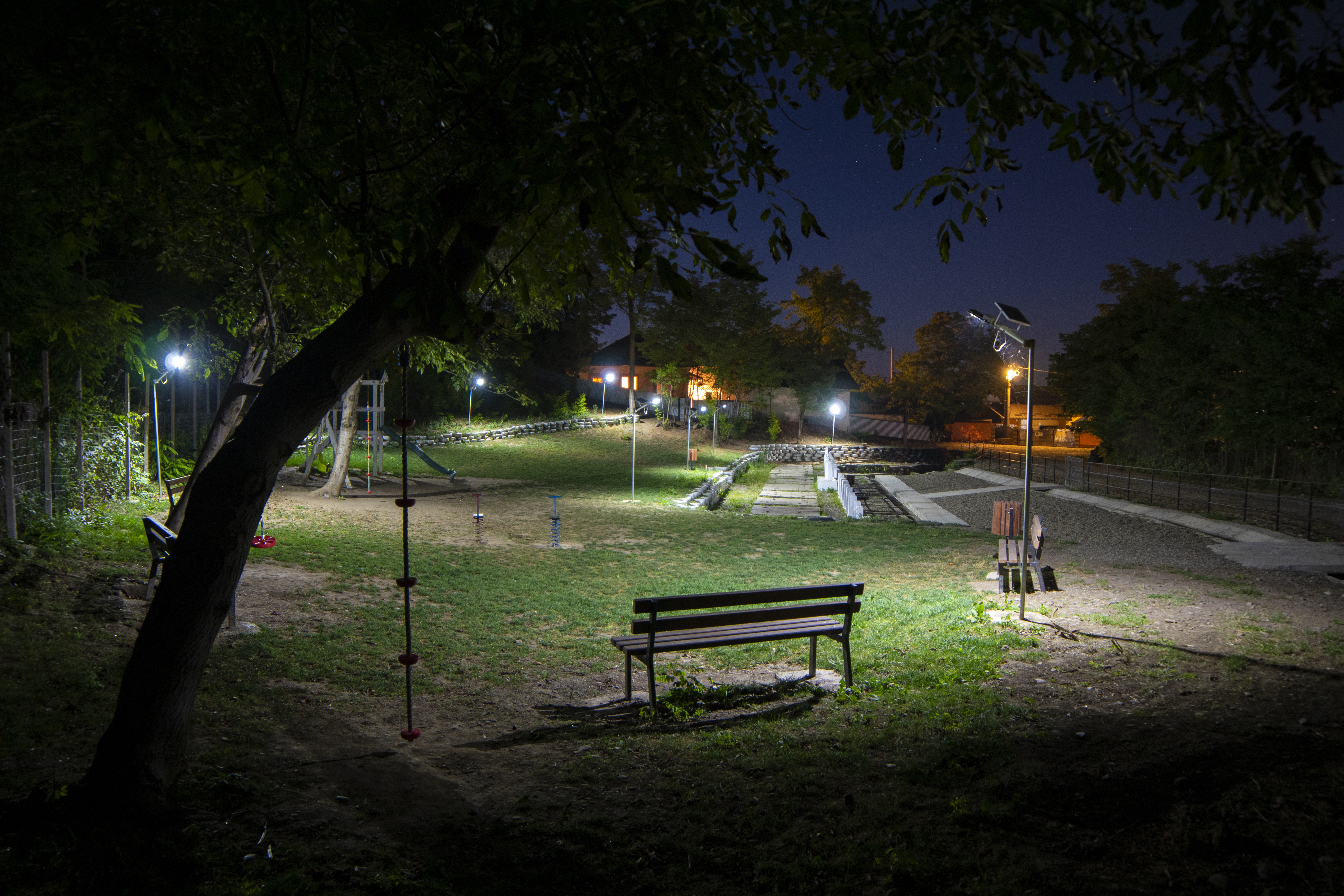
Izvoare La Parc Stamate, reabilitate în totalitate, în vara anul 2020, prin contribuția cetățenilor din satul Stamate. Vedere - nocturnă
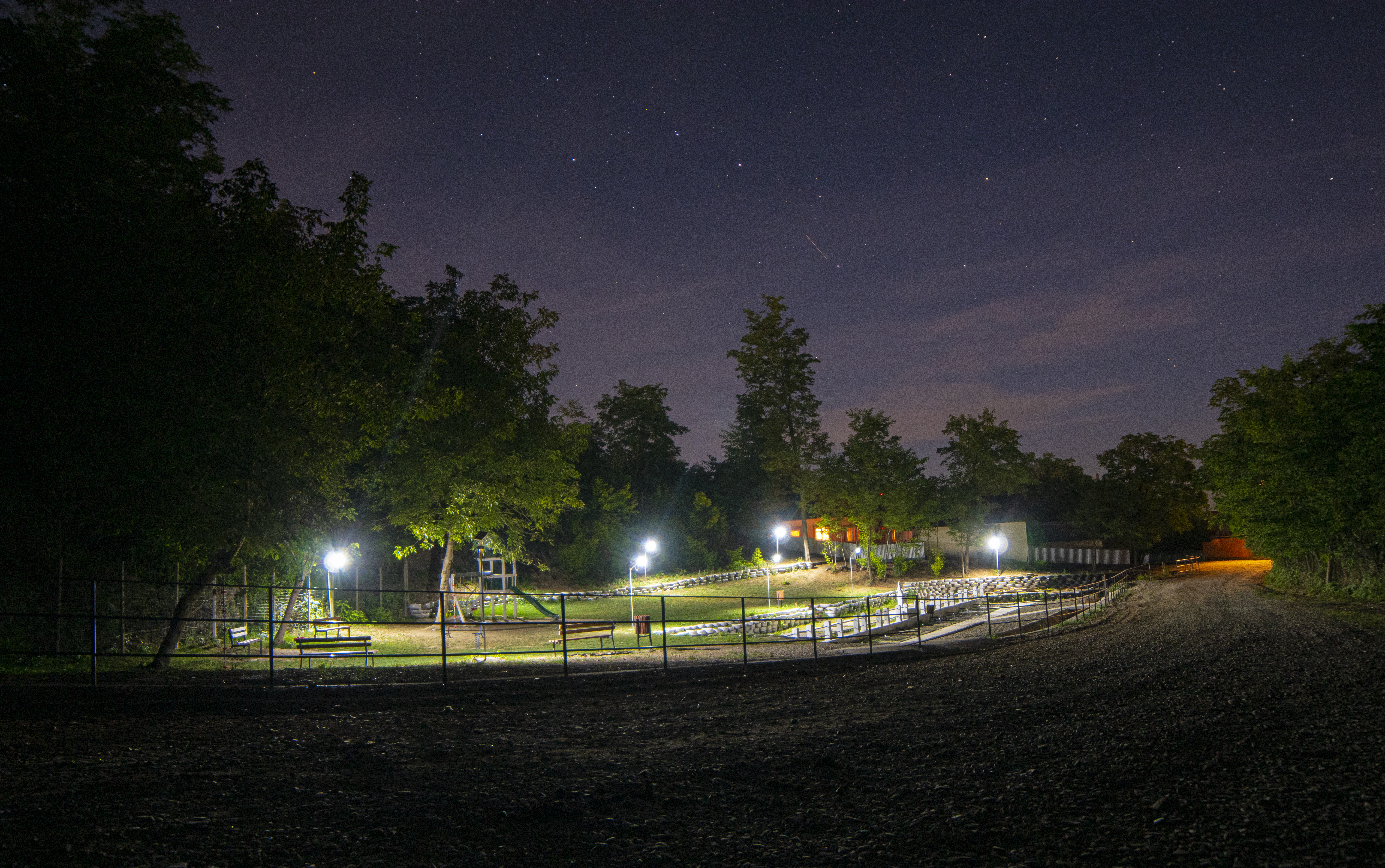
Izvoare La Parc Stamate, reabilitate în totalitate, în vara anul 2020, prin contribuția cetățenilor din satul Stamate. Vedere - nocturnă
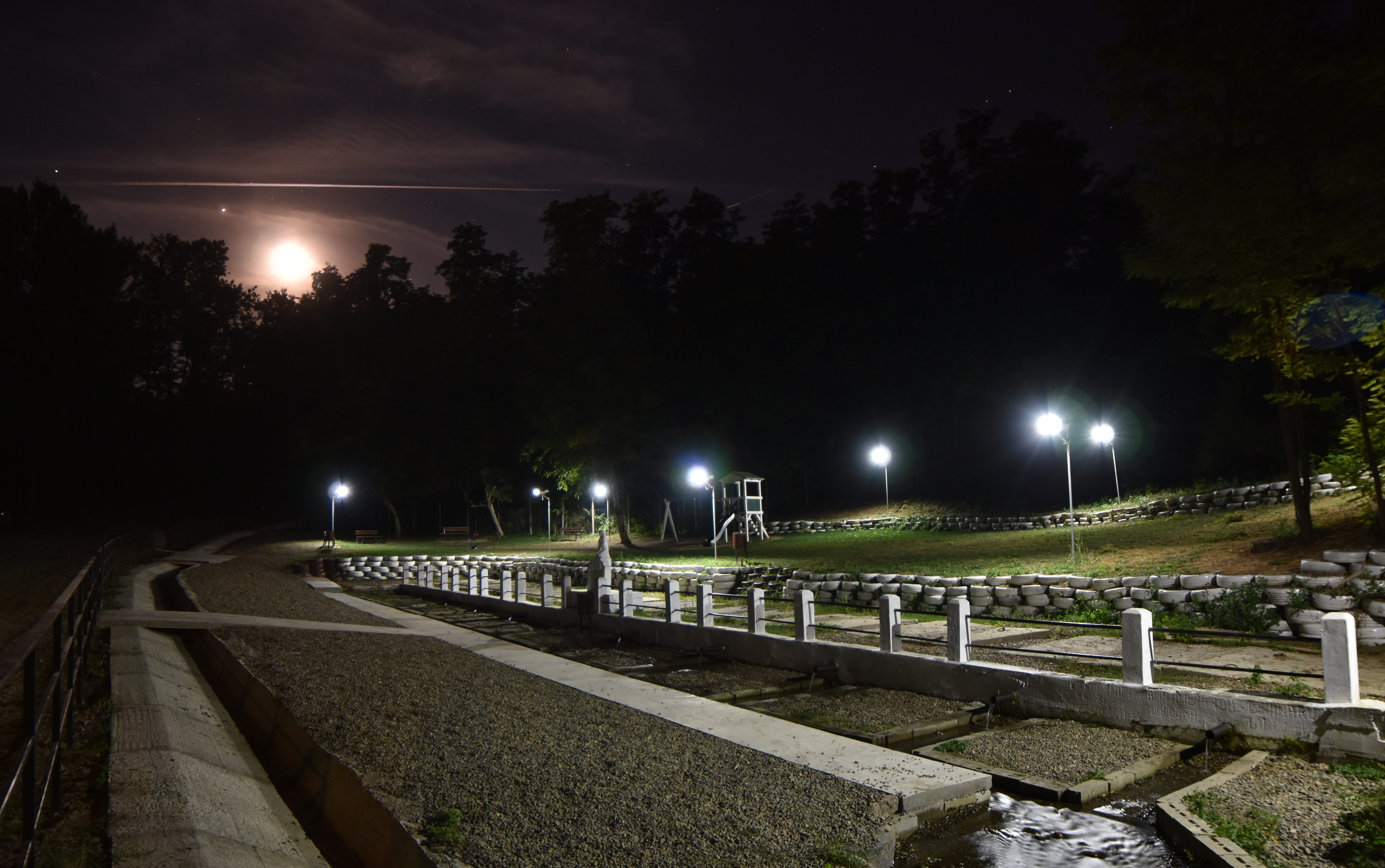
Izvoare La Parc Stamate, reabilitate în totalitate, în vara anul 2020, prin contribuția cetățenilor din satul Stamate. Vedere - nocturnă
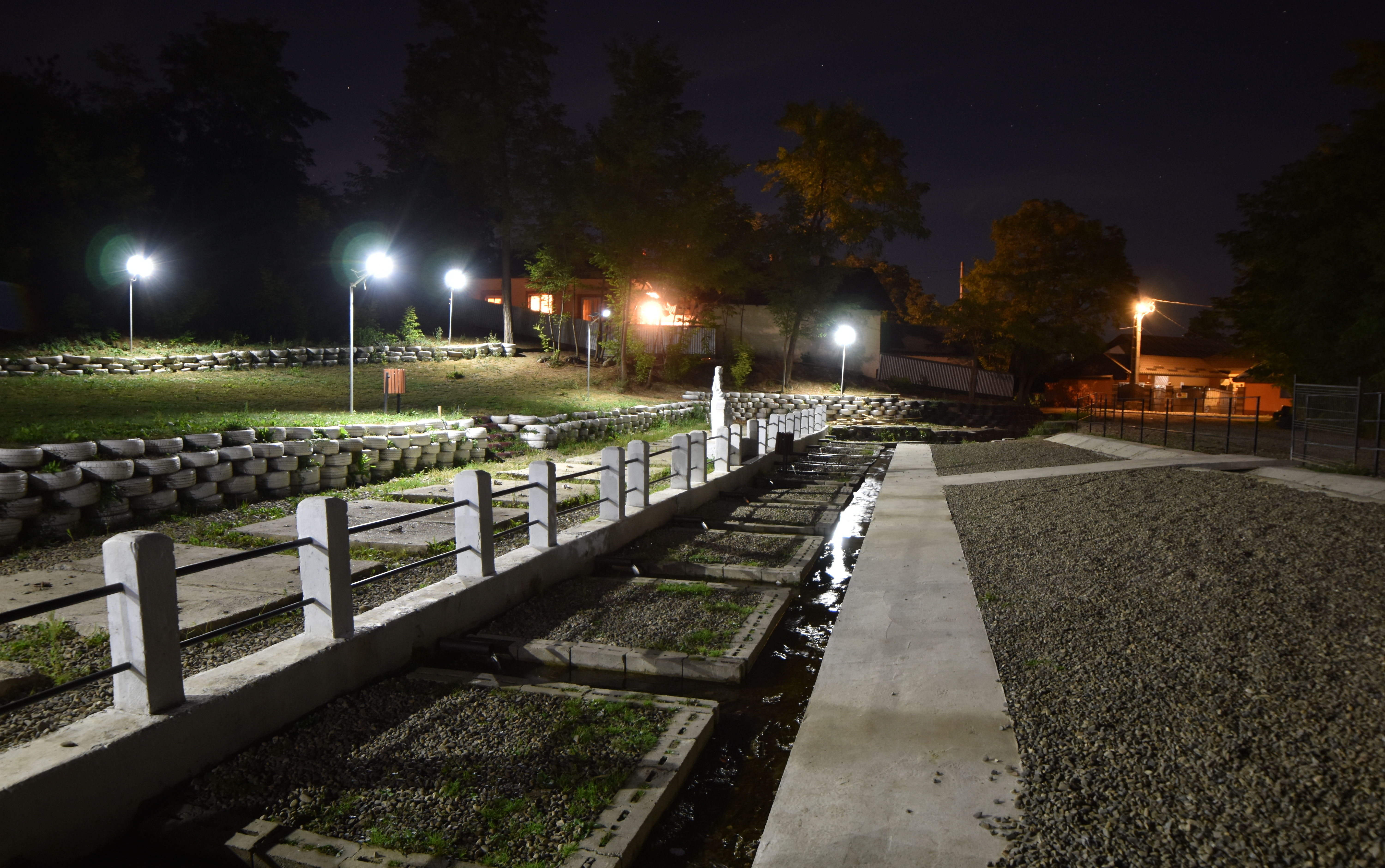
Izvoare La Parc Stamate, reabilitate în totalitate, în vara anul 2020, prin contribuția cetățenilor din satul Stamate. Vedere - nocturnă
Sat Stamate.
Imagine:Centrul satului Stamate.
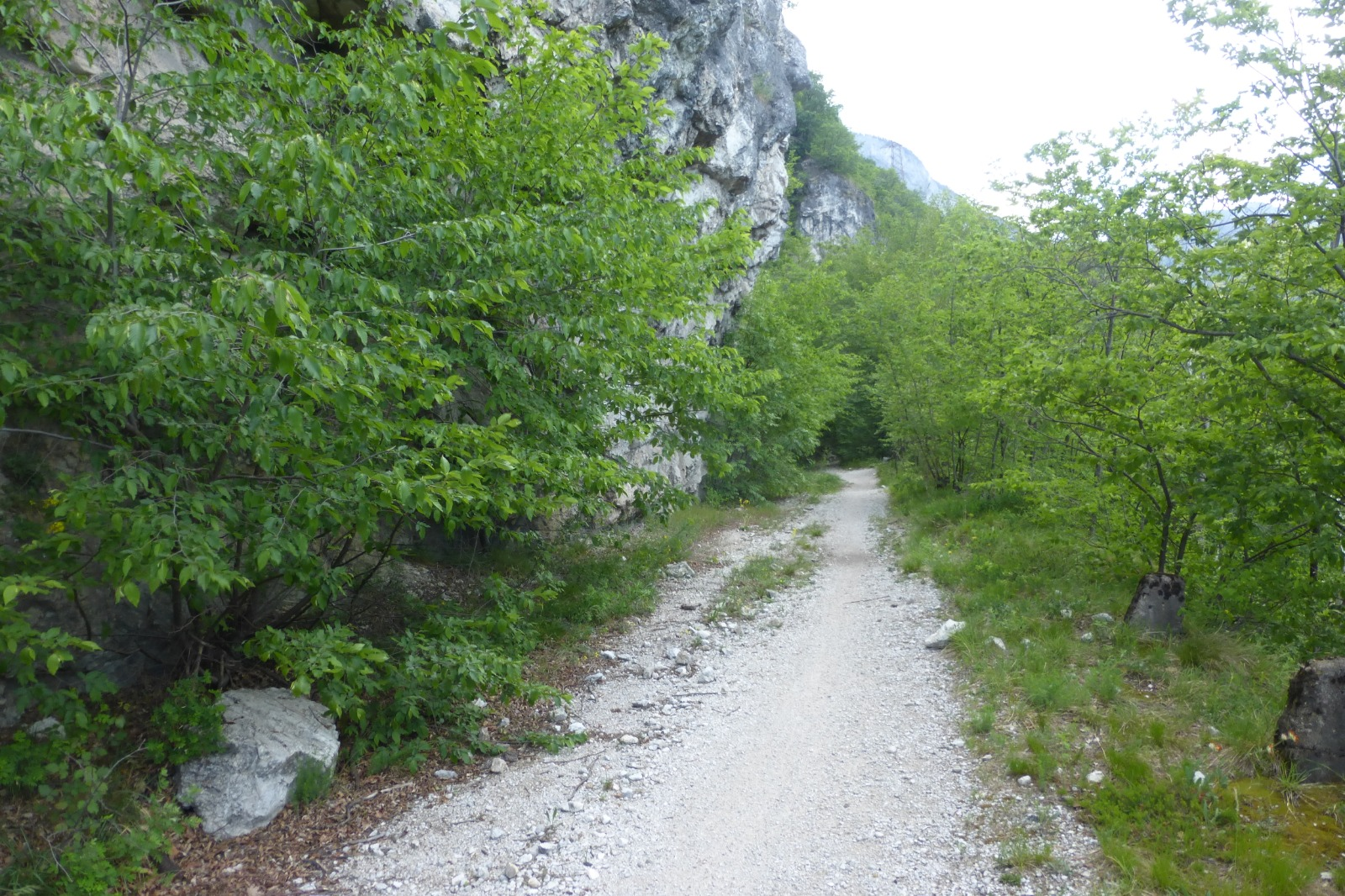